# 駐烏茲別克斯坦外交機構列表

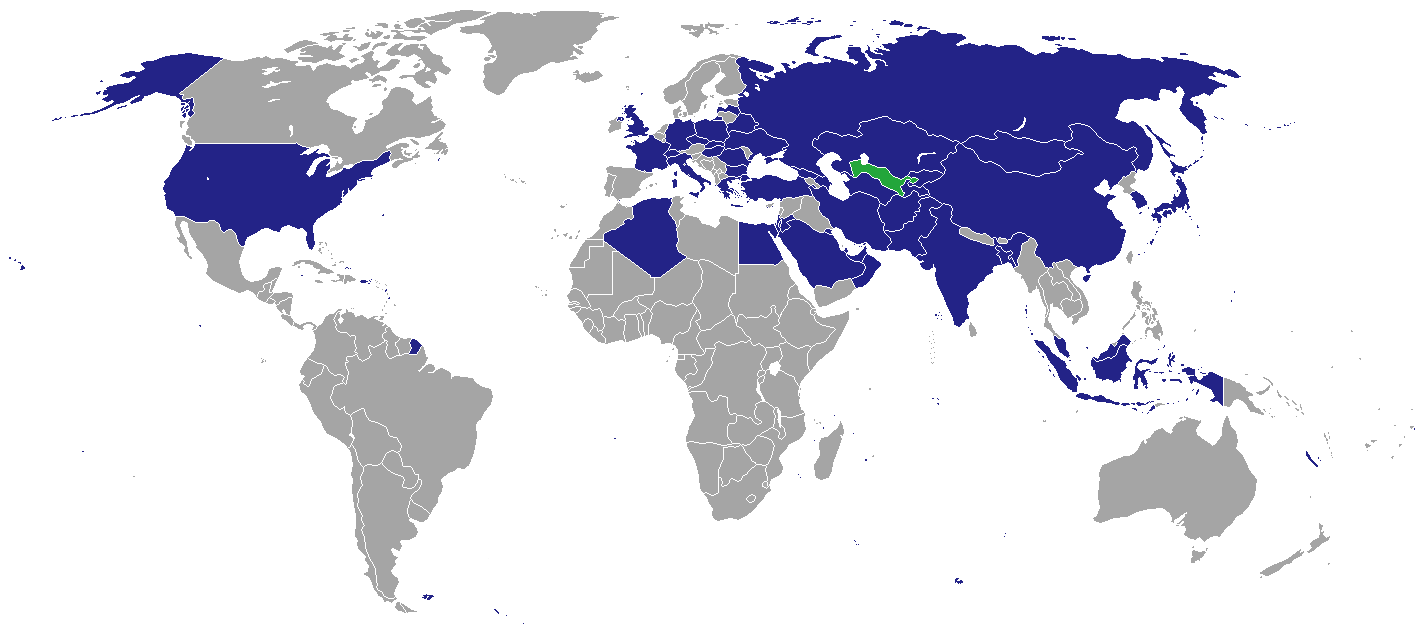
驻乌兹别克斯坦外交机构的国家或地区

駐烏茲別克斯坦外交機構列表為各國在烏茲別克斯坦共和國的外交機構，乌兹别克斯坦首都塔什干有43个外交机构。

## 大使馆

### 塔什干
| - 阿富汗 - 阿尔及利亚 - 白俄羅斯 - 保加利亚 - 中国 - 捷克 - 埃及 - 法國 - 德国 - 聖座 - 匈牙利 - 印度 - 印度尼西亞 - 伊朗 - 以色列 - 義大利 - 日本 - 约旦 | - 科威特 - 拉脫維亞 - 马来西亚 - 阿曼 - 巴基斯坦 - 巴勒斯坦 - 波蘭 - 羅馬尼亞 - 俄羅斯 - 沙烏地阿拉伯 - 斯洛伐克 - 大韓民國 - 瑞士 - 土耳其 - 乌克兰 - 阿联酋 - 英国 - 美国 |

## 代表团
- 欧盟（代表团）

## 非常驻大使馆
除非另有说明，以下机构均位于莫斯科。
| - 阿根廷 - 亞美尼亞（葉里溫） - 奥地利（維也納） - 比利时 - 巴西 - 加拿大 - 智利 - 哥伦比亚 - （安卡拉） - 古巴（巴库） - 賽普勒斯 - 丹麦 - 爱沙尼亚（里加） - 斐济（首爾） - 芬兰（赫尔辛基） - 希腊 - 几内亚（德黑兰） - 冰島 - 愛爾蘭 - 賴索托（新德里） | - 立陶宛 - 马达加斯加 - 馬爾他（瓦莱塔） - 墨西哥（德黑兰） - 摩尔多瓦（基輔） - 荷蘭 - 新西兰 - 挪威（奥斯陆） - 巴拉圭 - 菲律賓（德黑兰） - 葡萄牙 - （德黑兰） - 塞爾維亞 - 新加坡 - 斯洛維尼亞 - 南非（安卡拉） - 西班牙 - 斯里蘭卡 - 瑞典（斯德哥尔摩） - 坦桑尼亚 - 泰國 - 乌拉圭 - 越南 |

## 已关闭的大使馆
- 蒙古国
- [35]
- 越南